# Agro-Food Industrie
Agro-Food Industrie est une entreprise spécialisée en alimentation halal pour bébés, créée en 2004 à Marrakech au Maroc par Philippe Karim Charot et Bruno Montier.
Les produits d’Agro-Food Industrie sont distribués dans plus de 25 pays en Europe, Afrique, Moyen Orient et Asie.

## Histoire
La première usine spécialisée dans la fabrication des compotes et petits pots halal pour bébé sous la marque VITAMEAL Baby a été inaugurée en 2006 .
La deuxième usine a été construite en 2013 pour la fabrication des céréales infantiles, avec et sans gluten, ainsi que les premières références de préparation laitière sous la marque VitaHalib.
Ces deux usines sont certifiées HACCP, ISO 22 000, IFS (International Food  Standard)V6, Label Halal.
En 2016, Agro-Food Industrie ouvre sa première succursale africaine à Dakar au Sénégal. Elle est chargée de la distribution et la promotion de l’ensemble des gammes fabriquées par les deux usines de Marrakech. Elle commercialise également le lait en poudre TECKMILK, spécialement développé pour la fabrication du lait caillé au Sénégal et pour les autres pays africains.
En 2017, Agro-Food Industrie lance successivement la marque AFI Professional, une nouvelle gamme de produits destinés aux professionnels des distributeurs automatiques, et la marque VITAPOP’S, une nouvelle gamme de snacks.

## Siège
Agro-Food Industrie se situe dans le quartier industriel Sidi Ghanem à Marrakech, à 4 km du centre-ville.

## Certifications
- HACCP
- Certification ISO 22000 version 2005 avec Certificateur EUROFINS.
- IFS (International Food Standard) V6.
- Agrément ONSSA (Office National de Sécurité Sanitaire des produits Alimentaires)
- Agrément EXPORT  FG 5178 délivré par l’EACCE (Etablissement Autonome de contrôle et de Coordination des Exportations)
- Certification halal délivrée par l’IMANOR (Institut Marocain de Normalisation)
- Certificat de conformité au référentiel PIAQ avec EACCE

## Sponsoring et associatif
Agro-Food Industrie participe à de nombreux événements et caravanes médicales au Maroc, à des opérations de donations au profit des foyers et des orphelinats des enfants abandonnés.